# Proceratium mexicanum
Proceratium mexicanum (лат.) — вид мелких муравьёв из подсемейства Proceratiinae (Formicidae). Эндемики Мексики.

## Распространение
Мексика (Северная Америка): Tamaulipas, Nuevo Leon, Veracruz, Oaxaca, Tabasco, Chiapas.

## Описание
Мелкие муравьи с загнутым вниз и вперёд кончиком брюшком (длина рабочих 2,93—4,00 мм; длина глаз составляет 0,05-0,06 мм у рабочих и до 0,20 мм у маток и до 0,28 мм у самцов). От близких видов отличается следующими признаками: постпетиоль антеролатерально выпуклый; область между базальной и наклонной гранями проподеума с поперечно-угловатым или зубчатым латеральным валиком; верх проподеума покрыт и длинными и короткими волосками; киль на проподеуме не развит. Средние голени без гребенчатых шпор. Нижнечелюстные щупики 3-члениковые, нижнегубные щупики состоят из 2 сегментов. Окраска коричневая. Предположительно, как и другие близкие виды охотятся на яйца пауков и других членистоногих.

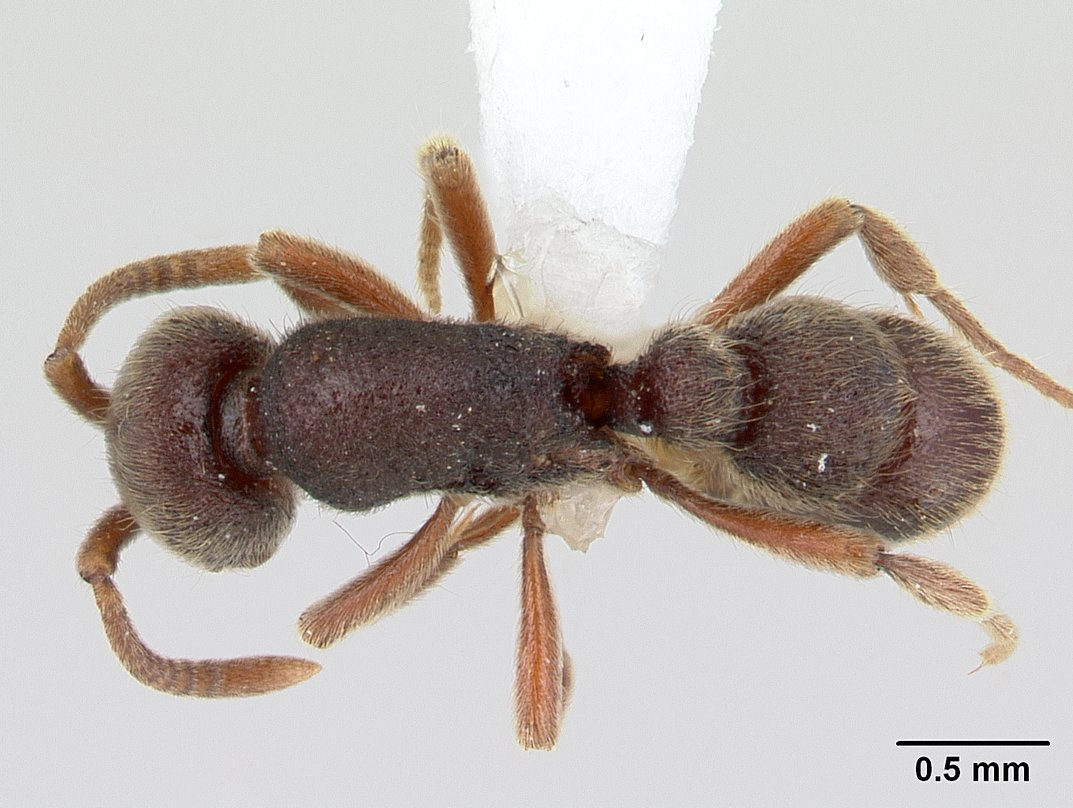
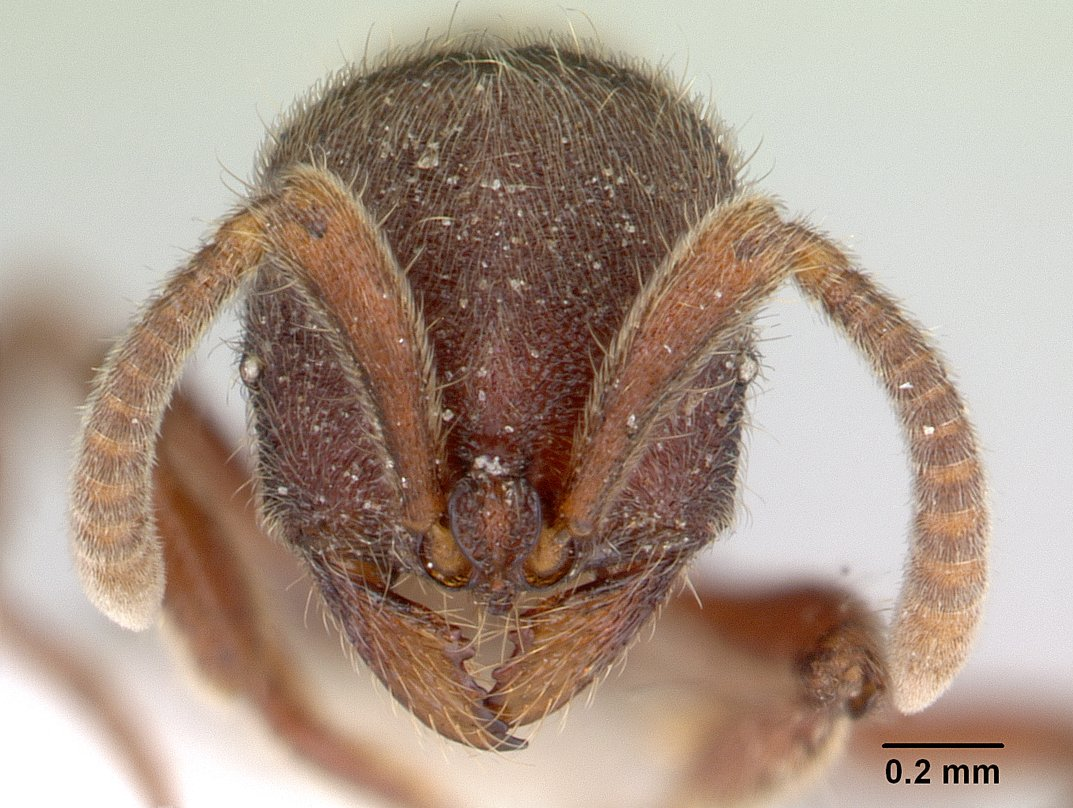

## Классификация
Относится к группе видов из клады Proceratium micrommatum, наиболее близок к видам Proceratium convexiceps и Proceratium pergandei.